# Marokkanische Fußballnationalmannschaft/Weltmeisterschaften
Der Artikel beinhaltet eine ausführliche Darstellung der marokkanischen Fußballnationalmannschaft bei Fußball-Weltmeisterschaften.
Marokko nahm 1970 als erste afrikanische Mannschaft nach dem Zweiten Weltkrieg an einer Weltmeisterschaft teil und bestritt bis 2018 mit 111 Qualifikationsspielen die meisten aller afrikanischen Mannschaften.

## Überblick
| Jahr | Gastgeberland  | Teilnahme bis …    | Letzte(r) Gegner                    | Ergebnis | Trainer         | Bemerkungen und Besonderheiten |
| ---- | -------------- | ------------------ | ----------------------------------- | -------- | --------------- | --- |
| 1930 | Uruguay        | nicht teilgenommen |                                     |          |                 | Kein unabhängiger Staat |
| 1934 | Italien        | nicht teilgenommen |                                     |          |                 | Kein unabhängiger Staat |
| 1938 | Frankreich     | nicht teilgenommen |                                     |          |                 | Kein unabhängiger Staat |
| 1950 | Brasilien      | nicht teilgenommen |                                     |          |                 | Kein unabhängiger Staat |
| 1954 | Schweiz        | nicht teilgenommen |                                     |          |                 | Kein unabhängiger Staat |
| 1958 | Schweden       | nicht teilgenommen |                                     |          |                 | Kein FIFA-Mitglied |
| 1962 | Chile          | nicht qualifiziert |                                     |          |                 | In der Qualifikation in den Play-offs Europa vs. Afrika an Spanien gescheitert. |
| 1966 | England        | zurückgezogen      |                                     |          |                 | Alle 15 afrikanischen Mannschaften zogen sich aus der Qualifikation zurück, da die FIFA den Mannschaften aus Afrika, Asien und Ozeanien nur einen Endrundenplatz zugestand. |
| 1970 | Mexiko         | Vorrunde           | Deutschland, Peru, Bulgarien        | 14.      | Blagoja Vidinić | Als Gruppenletzter ausgeschieden |
| 1974 | Deutschland    | nicht qualifiziert |                                     |          |                 | In der Qualifikation in der 4. Runde an Zaire gescheitert. |
| 1978 | Argentinien    | nicht qualifiziert |                                     |          |                 | In der Qualifikation in der 1. Runde an Tunesien gescheitert. |
| 1982 | Spanien        | nicht qualifiziert |                                     |          |                 | In der Qualifikation in der 4. Runde an Kamerun gescheitert. |
| 1986 | Mexiko         | Achtelfinale       | Deutschland                         | 11.      | José Faria      | |
| 1990 | Italien        | nicht qualifiziert |                                     |          |                 | In der Qualifikation in der 2. Runde erneut an Tunesien gescheitert, das sich aber ebenfalls nicht qualifizieren konnte. |
| 1994 | USA            | Vorrunde           | Belgien, Saudi-Arabien, Niederlande | 23.      | Abdellah Blinda | Ohne Punktgewinn als Gruppenletzter ausgeschieden |
| 1998 | Frankreich     | Vorrunde           | Norwegen, Brasilien, Schottland     | 18.      | Henri Michel    | Nach einem Remis gegen Norwegen, einer Niederlage gegen Brasilien und einem Sieg gegen Schottland als Gruppendritter ausgeschieden. |
| 2002 | Südkorea/Japan | nicht qualifiziert |                                     |          |                 | In der Qualifikation in der 2. Runde am Senegal gescheitert. |
| 2006 | Deutschland    | nicht qualifiziert |                                     |          |                 | In der Qualifikation in der 2. Runde erneut an Tunesien gescheitert. |
| 2010 | Südafrika      | nicht qualifiziert |                                     |          |                 | In der Qualifikation in der 3. Runde erneut an Kamerun gescheitert. |
| 2014 | Brasilien      | nicht qualifiziert |                                     |          |                 | In der Qualifikation konnte sich Marokko gegen die Elfenbeinküste, Gambia und Tansania nicht durchsetzen und hatte bereits nach fünf Spielen keine Chance mehr sich zu qualifizieren |
| 2018 | Russland       | Vorrunde           | Iran Portugal Spanien               | 27.      | Hervé Renard    | Nach 2 Niederlagen in den Gruppenspielen hatte Marokko keine Chance mehr das Achtelfinale zu erreichen |
| 2022 | Katar          | Spiel um Platz 3   | Kroatien                            | 4.       | Walid Regragui  | In der 2. Qualifikationsrunde setzte sich Marokko mit sechs Siegen gegen Guinea, Guinea-Bissau und den Sudan durch. In der dritten Runde setzte sich die Mannschaft gegen die Demokratische Republik Kongo durch und traf in Katar in der Gruppe auf Belgien, Kanada und Kroatien sowie im Achtelfinale auf Spanien, im Viertelfinale auf Portugal und im Halbfinale auf Frankreich. |

Statistik (Angaben inkl. 2022: 22 Weltmeisterschaften; Prozentangaben sind gerundet)

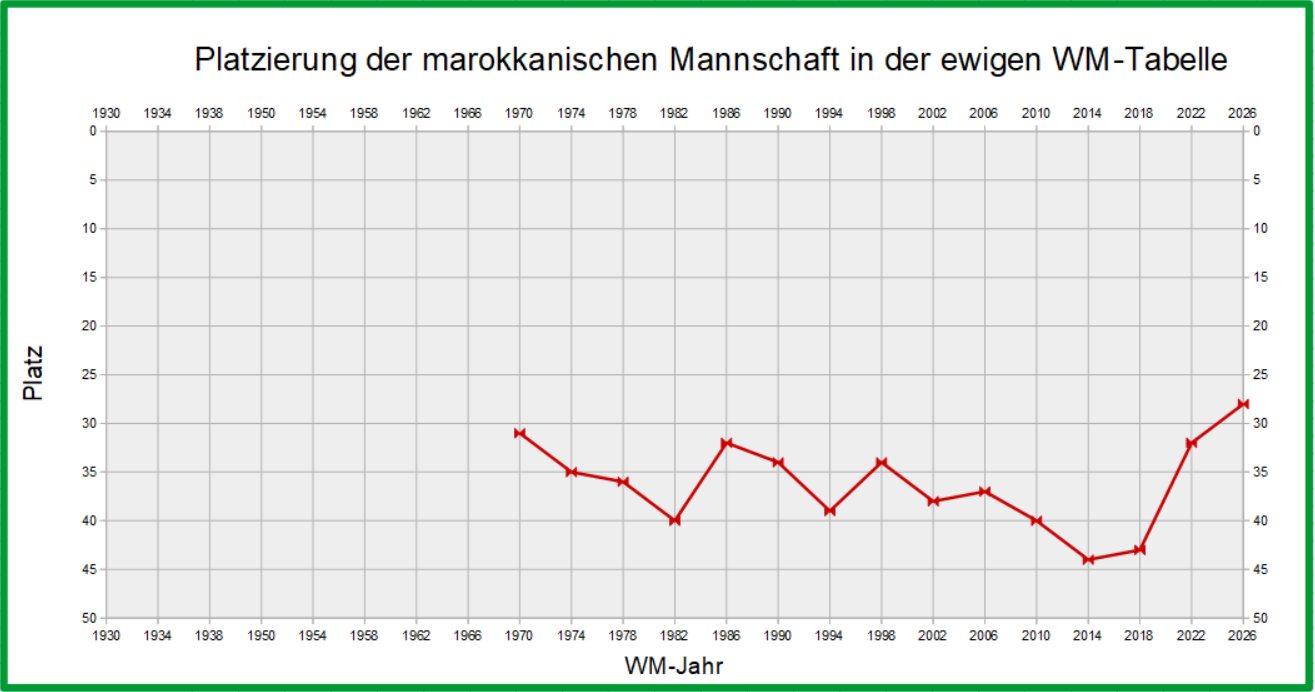
Platzierung der marokkanischen Mannschaft in der ewigen WM-Tabelle

- Nicht teilgenommen (kein selbständiger Staat, kein FIFA-Mitglied): 6× (27,3 %; 1930 bis 1958)
- Zurückgezogen: 1× (4,5 %, 1966)
- Nicht qualifiziert: 9× (40,9 %; 1962, 1974, 1978, 1982, 1990, 2002, 2006, 2010 und 2014)
- Sportliche Qualifikation: 6× (27,3 % bzw. bei 40 % der Versuche)
  - Vorrunde: 4× (18,2 %; 1970, 1994, 1998 und 2018)
  - Achtelfinale: 1× (4,5 %; 1986)
  - Spiel um Platz 3: 1× (4,5 %; 2022)
    - Vierter: 1× (4,5 %; 2022)

## WM-Turniere

### 1930 bis 1958
Marokko war von 1912 bis 1956 französisches Protektorat und konnte daher nicht an den ersten fünf Weltmeisterschaften teilnehmen. Die Fédération Royale Marocaine de Football wurde zwar bereits 1955 gegründet, aber erst 1960 in die FIFA aufgenommen. Daher konnte Marokko auch an der Weltmeisterschaft 1958 nicht teilnehmen. Mit Abderrahman Mahjoub stand aber 1954 ein in Marokko geborener Spieler im französischen WM-Kader und auch Just Fontaine, französischer Torschützenkönig der WM 1958 war in Marokko geboren worden.

### 1962 in Chile
An der Qualifikation zur WM in Chile durfte Marokko erstmals teilnehmen und am 30. Oktober 1960 fand in Casablanca das erste WM-Qualifikationsspiel der Marokkaner statt und wurde gegen Tunesien mit 2:1 gewonnen. Da das Rückspiel in Tunis 14 Tage später mit 1:2 verloren wurde, musste ein drittes Spiel stattfinden. Da dieses in Palermo 1:1 nach Verlängerung endete, kam es zum Losentscheid, durch den Marokko in die nächste Runde einzog. In dieser war Ghana der Gegner und nach einem 0:0 in Accra wurde das Rückspiel in Casablanca mit 1:0 gewonnen. Damit stand Marokko als Sieger der Afrika-Zone fest, musste aber noch gegen Spanien antreten und verlor beide Spiele (0:1 und 2:3), so dass kein afrikanischer Vertreter an der WM teilnehmen konnte.

### 1966 in England
Für die WM im „Mutterland des Fußballs“ sollte Marokko in der Qualifikationsvorrunde gegen den Senegal und Mali antreten. Da aber den Mannschaften aus Afrika, Asien und Ozeanien nur ein Platz bei der Endrunde zugestanden wurde, zogen alle 15 afrikanischen Mannschaften zurück.

### 1970 in Mexiko
Für die WM in Mexiko wurde den Afrikanern dann erstmals ein direkter Startplatz zuerkannt. In der Qualifikation musste Marokko in der ersten Runde gegen den Senegal antreten. Nach einem 1:0 im Heimspiel wurde das Rückspiel mit 1:2 verloren. Da die Auswärtstorregel nicht galt, gab es ein drittes Spiel, das Marokko in Las Palmas mit 2:0 gewann. In der zweiten Runde war Tunesien der Gegner und wie acht Jahre zuvor gab es wieder drei Spiele, nur jeweils ohne Sieger (zweimal 0:0 und einmal 2:2 n. V.). Daher musste erneut das Los entscheiden und wieder hatte Marokko das Glück auf seiner Seite. In der letzten Runde waren dann Nigeria und der Sudan die Gegner und mit einem Punkt Vorsprung vor Nigeria qualifizierte sich Marokko erstmals für die WM.
In Mexiko traf Marokko in seinem ersten WM-Spiel auf Deutschland und konnte gegen den Favoriten durch ein Tor von Houmane Jarir in der 21. Minute in Führung gehen. Diese hielt auch bis in die zweite Hälfte, dann konnten aber Uwe Seeler und Gerd Müller das Spiel noch drehen, so dass Marokko mit 1:2 verlor. Auch im zweiten Spiel gegen Peru konnten die Nordafrikaner lange das 0:0 halten, erst in der 85. Minute gelang Teófilo Cubillas das 1:0 für die Südamerikaner, dem noch zwei Tore folgten. Im letzten Gruppenspiel gegen die ebenfalls bereits ausgeschiedenen Bulgaren erkämpfte dann Marokko mit einem 1:1 den ersten WM-Punkt und verabschiedete sich für 16 Jahre von der WM-Bühne.

### 1974 in Deutschland
In der Qualifikation für die WM in der Bundesrepublik Deutschland erreichte Marokko durch ein 0:0 und ein 2:1 gegen den Senegal die zweite Runde. In der zweiten Runde war Guinea der Gegner und mit 1:1 und 2:0 wurde die dritte Runde erreicht. Mit 1:1 und 4:1 wurde hier die Elfenbeinküste ausgeschaltet und die vierte Runde erreicht. Hier waren Zaire und Sambia die Gegner. Nach einer 0:4-Niederlage in Sambia wurde zwar das Rückspiel mit 2:0 gewonnen, nach einer 0:3-Niederlage in Zaire trat Marokko aber zum Rückspiel nicht mehr an, so dass es für Zaire gewertet wurde, womit sich Zaire als erste Subsahara-Mannschaft für die WM qualifizieren konnte. Dies blieb aber bis dato die einzige Teilnahme für Zaire bzw. die Demokratische Republik Kongo.

### 1978 in Argentinien
In der Qualifikation zur WM in Argentinien musste Marokko wieder einmal in der ersten Runde gegen Tunesien antreten. Da beide Spiele 1:1 endeten musste das inzwischen eingeführte Elfmeterschießen entscheiden, das Tunesien mit 4:2 für sich entschied und in der Folge die erste Qualifikation für die WM-Endrunde schaffte.

### 1982 in Spanien
Für die WM in Spanien 1982 wurden den Afrikanern erstmals zwei Startplätze zuerkannt. In der Qualifikation setzten sich die Marokkaner in der ersten Runde gegen den Senegal mit 1:0 und 0:0 durch. In der zweiten Runde wurde Sambia nach 2:0 und 0:2 durch den Sieg Elfmeterschießen (5:4) ausgeschaltet und in der dritten Runde Ägypten mit 1:0 und 0:0. In der letzten Runde verlor die Mannschaft dann aber beide Spiele gegen Kamerun (0:2 und 1:2) und verpasst damit die zweite Qualifikation für eine WM-Endrunde.

### 1986 in Mexiko
In der Qualifikation zur zweiten WM in Mexiko setzte sich Marokko in der ersten Runde mit 1:0 und 4:0 gegen Sierra Leone durch. In der zweiten Runde wurde Malawi mit 2:0 und 0:0 und in der dritten Runde Ägypten mit 0:0 und 2:0 ausgeschaltet. In der Finalrunde gewann die Mannschaft dann gegen Libyen im Heimspiel mit 3:0, so dass sie das 0:1 im Rückspiel verkraften konnte und Marokko wieder in Mexiko dabei war.
In Mexiko traf Marokko im ersten Gruppenspiel auf Polen und erkämpfte gegen den WM-Dritten von 1982 ein 0:0. Auch gegen England gelang im zweiten Gruppenspiel ein 0:0 und mit dem ersten WM-Sieg, einem 3:1 gegen Portugal, wurde Marokko überraschend als erste afrikanische Mannschaft Gruppensieger und stand im Achtelfinale gegen den Vizeweltmeister Deutschland. Auch gegen die favorisierten Deutschen hielt Marokko lange das 0:0. Erst in der 88. Minute gelang Lothar Matthäus durch einen direkt verwandelten Freistoß der Siegtreffer. Marokko verabschiedete sich damit für acht Jahre von der WM-Bühne.

### 1990 in Italien
Für die Qualifikation zur zweiten WM in Italien mussten die Marokkaner erst in der zweiten Runde antreten, belegten aber in einer Gruppe mit Tunesien, Sambia und Zaire nur den letzten Platz. Tunesien scheiterte dann in der dritten Runde an Kamerun, das bei der WM sogar bis ins Viertelfinale vordringen konnte und im Eröffnungsspiel Titelverteidiger Argentinien schlagen konnte.

### 1994 in den Vereinigten Staaten
Auch durch die Erfolge Marokkos und Kameruns bei den Weltmeisterschaften 1986 und 1990 erhielten die Afrikaner für die WM in den USA einen weiteren Startplatz.
Für die Qualifikation wurde Marokko in eine Gruppe mit Tunesien, Äthiopien und Benin gelost. Marokko setzte sich ungeschlagen mit vier Siegen und zwei Remis durch und zog in die zweite Runde. In dieser waren Sambia und der Senegal die Gegner. Mit drei Siegen und einer Niederlage erreichte Marokko den ersten Platz und qualifizierte sich für die WM.
Im ersten Gruppenspiel gegen Belgien geriet Marokko bereits in der 11. Minute in Rückstand und dabei blieb es. Auch das zweite Spiel gegen WM-Neuling Saudi-Arabien verlor Marokko, diesmal mit 1:2. Und auch das dritte Gruppenspiel gegen die Niederlande wurde mit 1:2 verloren. Damit schied Marokko punktlos als Letzter aus.

### 1998 in Frankreich
Marokko hatte sich neben Frankreich und der Schweiz als Ausrichter der WM beworben und nach dem Rückzug der Schweiz unterlag Marokko bei der Abstimmung mit 7:12 gegen Frankreich, so dass sich die Mannschaft sportlich qualifizieren musste. Die Qualifikation verlief dann auch erneut erfolgreich. Den Afrikanern standen nach Vergrößerung des Teilnehmerfeldes nun fünf Startplätze zu. In der ersten Runde hatte Marokko zunächst ein Freilos und konnte sich in der zweiten Runde gegen Sierra Leone, Ghana und Gabun durchsetzen, wobei kein Spiel verloren wurde und nur beim 2:2 in Ghana Gegentore hingenommen werden mussten.
In Frankreich wurde im ersten Spiel gegen Norwegen ein 2:2 erreicht, gegen Titelverteidiger Brasilien aber mit 0:3 verloren. Zwar wurde das letzte Gruppenspiel gegen Schottland mit 3:0 gewonnen, aber da Norwegen überraschend mit 2:1 gegen Brasilien gewann, reichte es für Marokko nur zum dritten Platz, der seit dieser WM nicht mehr für den Achtelfinaleinzug reichte. Für Marokko war der Sieg gegen die Schotten für 20 Jahre das letzte WM-Spiel.

### 2002 in Japan und Südkorea
In der Qualifikation für die erste WM in Asien setzten sich die Marokkaner in der ersten Runde mit 1:0 und 2:0 gegen Gambia durch. In der zweiten Runde waren dann wieder einmal Senegal sowie Ägypten, Algerien und Namibia die Gegner. Mit nur einer Niederlage gegen Senegal und drei Remis bei vier Siegen belegten die Marokkaner punktgleich, aber mit der schlechteren Tordifferenz, hinter Senegal nur den zweiten Platz. Senegal qualifizierte sich damit erstmals für die WM und schockte Titelverteidiger Frankreich im Eröffnungsspiel.

### 2006 in Deutschland
Erneut hatte sich Marokko um die Austragung der WM beworben, schied aber bei der Abstimmung bereits in der ersten Runde mit den wenigsten Stimmen aus.
Die WM wurde dann zum zweiten Mal an Deutschland vergeben und Marokko musste in die Qualifikation, konnte sich aber nicht qualifizieren. Nach einem Freilos in der ersten Runde musste die Mannschaft in der zweiten Runde den Tunesiern den Vortritt lassen. Nur Guinea, Kenia, Botswana und Malawi konnten auf die Plätze verwiesen werden. Verpasst wurde die Qualifikation durch ein 2:2 im letzten Spiel gegen Tunesien, wodurch Tunesien einen Punkt mehr auf dem Konto hatte.

### 2010 in Südafrika
Die WM 2010 sollte in Afrika stattfinden und neben Südafrika hatte sich auch wieder Marokko beworben, verlor in der Abstimmung aber mit 10:14.
Daher musste Marokko wieder in die Qualifikation und scheiterte auch dort. In der zweiten Runde waren Ruanda, Mauretanien und Äthiopien die Gegner. Äthiopien wurde aber in der laufenden Qualifikation von der FIFA suspendiert und die bereits durchgeführten Spiele aus der Wertung genommen. Mit drei Siegen und einer Niederlage in den übrigen Spielen setzte sich Marokko aufgrund der besseren Tordifferenz vor den punktgleichen Ruandern durch. In der dritten Runde waren dann Kamerun, Gabun und Togo die Gegner. Marokko konnte kein Spiel gewinnen, erreichte lediglich drei Remis bei drei Niederlagen und schied als Gruppenletzter aus.

### 2014 in Brasilien
Die Qualifikation für die zweite WM in Brasilien verlief erneut nicht erfolgreich. In der Gruppenphase waren die Elfenbeinküste, Tansania und Gambia die Gegner. Mit fünf Punkten Rückstand wurde hinter der Elfenbeinküste nur der zweite Platz belegt, womit man die Entscheidungsspiele verpasste.

### 2018 in Russland
Marokko begann die Qualifikation unter Badou Zaki und musste erst in der zweiten Runde eingreifen, die im November 2015 stattfand. Gegner war Äquatorial-Guinea. Nach einem 2:0-Heimsieg konnte zum Erreichen der dritten Runde auch eine 0:1-Auswärtsniederlage verkraftet werden. Im Februar 2016 übernahm dann Hervé Renard den Posten des Nationaltrainers. In der dritten Runde waren von Oktober 2016 bis November 2017 die Elfenbeinküste, Gabun und Mali die Gegner. Die Marokkaner starteten mit zwei torlosen Remis gegen Gabun und die Elfenbeinküste, gewannen dann gegen Mali mit 6:0. Es folgte ein torloses Spiel in Mali und ein 3:0 gegen Gabun, bevor es im letzten Spiel bei den Ivorern zum Gruppenendspiel kam, das die Marokkaner mit 2:0 gewannen und sich somit für die Endrunde qualifizierten.
Im ersten Spiel in Russland gegen den Iran war Marokko zunächst die dominierende Mannschaft, konnte dies aber nicht in Tore ummünzen. In der zweiten Halbzeit neutralisierten sich beide weitgehend. In der fünften Minute der Nachspielzeit fälschte Aziz Bouhaddouz eine Hereingabe der Iraner ins eigene Tor ab, wodurch Marokko mit 0:1 verlor. Gegen Europameister Portugal gerieten sie bereits in der vierten Minute durch ein Tor von Cristiano Ronaldo in Rückstand und dabei blieb es bis zum Spielende. Damit hatte Marokko bereits vor dem letzten Gruppenspiel gegen Ex-Weltmeister Spanien keine Chance mehr, das Achtelfinale zu erreichen. Gegen Spanien gingen sie zweimal in Führung, mussten sich am Ende aber mit einem 2:2-Unentschieden zufriedengeben. Immerhin konnten sie sich damit in der ewigen WM-Tabelle um einen Platz verbessern.

### 2022 in Katar
In der Qualifikation musste die Mannschaft erst in der zweiten Runde gegen Guinea, Guinea-Bissau, das sich in der ersten Runde gegen São Tomé und Príncipe durchsetzte, und den Sudan, der in der ersten Runde den Tschad ausschaltete, antreten. Die zweite Runde sollte eigentlich im März 2020 beginnen, wurde dann wegen der COVID-19-Pandemie mehrfach verschoben und begann dann erst im September 2021. Die marokkanische Mannschaft begann mit vier Siegen und da sich die anderen Mannschaften gegenseitig Punkte nahmen, war die Mannschaft schon vor den beiden letzten Spielen für die dritte Runde qualifiziert. Marokko gewann dann auch die letzten beiden Spiele und war damit die einzige Mannschaft, der sechs Siege gelangen. In der dritten Runde trafen die Marokkaner im März 2022 auf die Demokratische Republik Kongo, die einzige Mannschaft, die mit nur drei Siegen diese Runde erreichte. Nach einem 1:1 im Auswärtsspiel wurde das Rückspiel mit 4:1 gewonnen, so dass Marokko die WM-Endrunde erreichte. Hier waren Belgien, Kanada und Kroatien die Gegner.
Im ersten Spiel gegen Kroatien konnte das Team gut mithalten, einige Torchancen herausspielen – unter anderem durch einen stark geschossenen Freistoß – und die Kroaten in Bedrängnis bringen. Noussair Mazraoui verletzte sich in der 60. Minute und musste durch Yahia Attiyat Allah ersetzt werden. Das bis zuletzt offene Spiel endete mit einem torlosen Remis. Vor dem zweiten Vorrundenspiel gegen Belgien wurde bekanntgegeben, dass Bono als Torhüter nicht zur Verfügung stehen und Munir El Kajoui diese Position einnehmen wird. Die erste Hälfte bestimmte Belgien über weite Strecken, Marokko konnte fast durch Hakim Ziyech in Führung gehen – das Tor wurde jedoch aufgrund einer Abseitsstellung aberkannt. Nach Wiederanpfiff wurde Munir durch Eden Hazard geprüft, Kapitän Romain Saïss traf in der 73. Minute überraschend für Marokko. In der Nachspielzeit konnte Zakaria Aboukhlal das Spiel zum 2:0-Endstand entscheiden. Das letzte Spiel gegen die bereits ausgeschiedene Kanadische Fußballnationalmannschaft wurde durch frühe Tore von Ziyech (4.) und Youssef En-Nesyri (23.) zu einer einseitigen Partie. Durch ein Eigentor von Nayef Aguerd sowie einem aberkannten Tor von En-Nesyri kurz vor der Halbzeit stand es 2:1. Der zweite Durchgang sah erstarkte Kanadier, die jedoch weiterhin glücklos waren. Somit gelang Marokko neben dem Gruppensieg auch nach 1986 die zweite Teilnahme an einem Achtelfinale einer Fußball-Weltmeisterschaft. Im Achtelfinale gegen Ex-Weltmeister Spanien hielten sie 120 Minuten lang das 0:0, so dass es zum Elfmeterschießen kam, das die Marokkaner mit 3:0 gewannen, da der erste Spanier an den Pfosten schoss und Bono zwei Elfmeter halten konnte, wogegen der spanische Torhüter nur einmal erfolgreich war. Damit stand Marokko erstmals im WM-Viertelfinale, wo es auf die zweite iberische Mannschaft Portugal traf, die sich mit 6:1 gegen die Schweiz durchgesetzt hatte. Mit 1:0 setzten sich die Marokkaner durch und erreichten als erste afrikanische Mannschaft das WM-Halbfinale gegen Titelverteidiger Frankreich, das aber mit 0:2 verloren wurde. Im Spiel um Platz 3 trafen sie wie im ersten Spiel auf Kroatien, das im Halbfinale gegen Argentinien mit 0:3 verloren hat. Mit 1:2 verloren die Marokkaner auch dieses Spiel.

### 2026 in Kanada, Mexiko und den USA
Für die erste WM in drei Ländern wurde die Zahl der Teilnehmer auf 48 erhöht und den afrdie Zentralafrikanische Republikikanischen Mannschaften vier feste Plätze mehr zugestanden, so dass sich nun neun CAF-Mitglieder direkt qualifizieren können. Eine weitere afrikanische Mannschaft, die unter den Gruppenzweiten der ersten Runde ermittelt wird, nimmt am WM-Play-off-Turnier im März 2026 teil. Die Marokkaner treffen in der ersten Runde zwischen November 2023 und Oktober 2025 in Hin- und Rückspielen auf Eritrea, die Republik Kongo, den Niger, Sambia und Tansania. Gegen Eritrea wurde noch nicht gespielt, gegen die anderen Gegner ist die Bilanz positiv.

## Spieler

### Rangliste der marokkanischen WM-Spieler mit den meisten Einsätzen
01. Achraf Hakimi und Hakim Ziyech – 10 Einsätze bei 2 Turnieren
03. Sofyan Amrabat – 9 Einsätze bei 2 Turnieren
04. Youssef En-Nesyri und Romain Saïss – 8 Einsätze bei 2 Turnieren
06. Selim Amallah, Sofiane Boufal und Azzedine Ounahi – 7 Einsätze bei 1 bzw. Turniere
09. Yahia Attiyat Allah, Bono, Jawad El Yamiq und Mustapha Hadji 6 Einsätze bei 1 bzw. 2 (Hadji) Turnieren
13. Rachid Azzouzi, Abdelkrim El Hadrioui, Tahar El Khalej, Noussair Mazraoui, Noureddine Naybet – 5 Einsätze bei 1 (Mazraoui) bzw. 2 Turnieren

### Rangliste der marokkanischen WM-Spieler mit den meisten Toren
01. Youssef En-Nesyri – 3 Tore
02. Salaheddine Bassir, Abdeljalil Hadda und Abderrazak Khairi – je 2 Tore

### WM-Kapitäne
- 1970: Driss Bamous (zweimal ausgewechselt)
- 1986: Badou Zaki
- 1994: Mustafa El Haddaoui (1. Spiel) Khalil Azmi (2. Spiel), Tahar El Khalej (3. Spiel)
- 1998: Noureddine Naybet
- 2018: Medhi Benatia (1. und 2. Spiel), Mbark Boussoufa (3. Spiel)
- 2022: Romain Saïss, Hakim Ziyech (Spiel um Platz 3)

### Bei Weltmeisterschaften gesperrte Spieler
- 1986: Labid Khalifa erhielt im Achtelfinale die zweite Gelbe Karte, die aber keinen weiteren Effekt hatte, da Marokko ausschied.
- 1998: Said Chiba erhielt im zweiten Gruppenspiel die zweite Gelbe Karte und war für das letzte Gruppenspiel gesperrt.
- 2022 Walid Cheddira erhielt im Viertelfinale gegen Portugal in der ersten Minute der Nachspielzeit wegen Zeitspiel die Gelbe Karte und in der dritten Minute der Nachspielzeit wegen Foulspiel die Gelb-Rote Karte und war damit für das Halbfinale gegen Frankreich gesperrt.[5]

### Anteil der im Ausland spielenden Spieler im WM-Kader
Die Marokkaner nominierten zunächst keine, dann weniger als die Hälfte im Ausland spielende Spieler. 1998 spielte dann die Mehrheit im Ausland.
| Jahr (Spiele) | Anzahl (Länder) | Spieler (Einsätze) |
| ------------- | --- | --- |
| 1970 (3)      | 0 | |
| 1986 (4)      | 5 (3 in Frankreich, 2 in der Schweiz) | Azzedine Amanallah (2), Abdelkarim Krimau (4), Mustafa Merry (2); Aziz Bouderbala (4), Mustafa El Haddaoui (3) |
| 1994 (3)      | 8 (1 in Belgien, 1 in Deutschland, 5 in Frankreich, 1 in Portugal) | Nacer Abdellah (2); Rachid Azzouzi (3); Mohammed Chaouch (2), Mustafa El Haddaoui (1), Mustapha Hadji (3), Noureddine Naybet (2), Smahi Triki (3); Hassan Nader (1) |
| 1998 (3)      | 16 (2 in Deutschland, 2 in Frankreich, 1 in Italien, 1 in den Niederlanden, 4 in Portugal, 1 in der Schweiz, 4 in Spanien, 1 in Tunesien)                                        | Rachid Azzouzi (2), Abderrahim Ouakili (0); Gharib Amzine (3), Youssef Rossi (3); Rachid Neqrouz (0); Ali El Khattabi (2); Youssef Chippo (3), Abdelkrim El Hadrioui (2), Tahar El Khalej (3), Abdelilah Saber (3); Smahi Triki (1); Salaheddine Bassir (3), Saïd Chiba (2), Mustapha Hadji (3), Noureddine Naybet (3); Abdeljalil Hadda (3) |
| 2018 (3)      | 21 (1 in Belgien, 2 in Deutschland, 1 in England, 2 in Frankreich, 1 in Italien, 3 in den Niederlanden, 6 in Spanien, 4 in der Türkei, 1 in den Vereinigten Arabischen Emiraten) | Mehdi Carcela-González (1); Aziz Bouhaddouz (1), Amine Harit (1); Romain Saïss (2); Youssef Aït Bennasser, Hamza Mendyl; Medhi Benatia (2); Sofyan Amrabat (1), Karim El Ahmadi (3), Hakim Ziyech (3); Nordin Amrabat (2), Bono, Youssef En-Nesyri (1), Fayçal Fajr (2), Achraf Hakimi (3), Munir El Kajoui (3); Younès Belhanda (3), Khalid Boutaïb (2), Manuel da Costa (3), Nabil Dirar (2); Mbark Boussoufa (3)                                                   |
| 2022 (7)      | 23 (2 in Belgien, 1 in Deutschland, 4 in England, 5 in Frankreich, 3 in Italien, 1 in Katar, 2 in Saudi-Arabien, 4 in Spanien, 1 in der Türkei)                                  | Selim Amallah (7) Bilal El Khannous (1); Noussair Mazraoui (5); Nayef Aguerd (4), Ilias Chair (1), Anass Zaroury (1), Hakim Ziyech (7); Zakaria Aboukhlal (4), Sofiane Boufal (7), Achraf Dari (3), Achraf Hakimi (7), Azzedine Ounahi (7); Sofyan Amrabat (7), Walid Cheddira (2), Abdelhamid Sabiri (3); Badr Benoun (3); Abderrazak Hamdallah (4), Munir El Kajoui (1); Bono (6), Jawad El Yamiq (6), Youssef En-Nesyri (7), Abde Ezzalzouli (3); Romain Saïss (6) |

## Spiele
Die Marokkaner bestritten bisher 23 WM-Spiele, davon wurden fünf gewonnen, elf verloren und sieben endeten remis. Ein Remis-Spiel musste verlängert werden und wurde im Elfmeterschießen gewonnen. Die Marokkaner trafen 1998 und 2022 auf den Titelverteidiger, aber nie auf den Gastgeber und späteren Weltmeister und nur einmal auf einen Neuling (Saudi-Arabien). Nur gegen Portugal spielten die Marokkaner dreimal, gegen Belgien, Deutschland, Kroatien und Spanien zweimal, alle anderen Spiele waren bisher einmalig.
| Alle WM-Spiele |               |                      |                |   |                        |                       |                                                     |
| Nr.            | Datum         | Ergebnis             | Gegner         |   | Austragungsort         | Anlass                | Bemerkung                                           |
| 1              | 3. Juni 1970  | 1:2 (1:0)            | BR Deutschland | * | León (MEX)             | Vorrunde 1970         |                                                     |
| 2              | 6. Juni 1970  | 0:3 (0:0)            | Peru           | * | León (MEX)             | Vorrunde 1970         | Erstes Spiel gegen Peru                             |
| 3              | 11. Juni 1970 | 1:1 (0:1)            | Bulgarien      | * | León (MEX)             | Vorrunde 1970         |                                                     |
| 4              | 2. Juni 1986  | 0:0                  | Polen          | * | Monterrey (MEX)        | Vorrunde 1986         |                                                     |
| 5              | 6. Juni 1986  | 0:0                  | England        | * | Monterrey (MEX)        | Vorrunde 1986         | Erstes Spiel gegen England                          |
| 6              | 11. Juni 1986 | 3:1 (2:0)            | Portugal       | * | Monterrey (MEX)        | Vorrunde 1986         | Erstes Spiel gegen Portugal                         |
| 7              | 17. Juni 1986 | 0:1 (0:0)            | BR Deutschland | * | Monterrey (MEX)        | Achtelfinale 1986     |                                                     |
| 8              | 19. Juni 1994 | 0:1 (0:1)            | Belgien        | * | Orlando (USA)          | Vorrunde 1994         | Erstes Spiel gegen Belgien                          |
| 9              | 25. Juni 1994 | 1:2 (1:2)            | Saudi-Arabien  | * | East Rutherford (USA)  | Vorrunde 1994         |                                                     |
| 10             | 29. Juni 1994 | 1:2 (0:1)            | Niederlande    | * | Orlando (USA)          | Vorrunde 1994         | Erstes Spiel gegen die Niederlande                  |
| 11             | 10. Juni 1998 | 2:2 (1:1)            | Norwegen       | * | Montpellier (FRA)      | Vorrunde 1998         | Erstes Spiel gegen Norwegen                         |
| 12             | 16. Juni 1998 | 0:3 (0:2)            | Brasilien      | * | Nantes (FRA)           | Vorrunde 1998         |                                                     |
| 13             | 23. Juni 1998 | 3:0 (1:0)            | Schottland     | * | Saint-Étienne (FRA)    | Vorrunde 1998         | Erstes Spiel gegen Schottland                       |
| 14             | 15. Juni 2018 | 0:1 (0:0)            | Iran           | * | Sankt Petersburg (RUS) | Vorrunde 2018         | Erstes von der FIFA gezähltes Spiel gegen den Iran  |
| 15             | 20. Juni 2018 | 0:1 (0:1)            | Portugal       | * | Moskau (RUS)           | Vorrunde 2018         |                                                     |
| 16             | 25. Juni 2018 | 2:2 (1:1)            | Spanien        | * | Kaliningrad (RUS)      | Vorrunde 2018         |                                                     |
| 17             | 23. Nov. 2022 | 0:0                  | Kroatien       | * | al-Chaur (QAT)         | Vorrunde 2022         |                                                     |
| 18             | 27. Nov. 2022 | 2:0 (0:0)            | Belgien        | * | Doha (QAT)             | Vorrunde 2022         |                                                     |
| 19             | 1. Dez. 2022  | 2:1 (2:1)            | Kanada         | * | Doha (QAT)             | Vorrunde 2022         |                                                     |
| 20             | 6. Dez. 2022  | 0:0 n. V., 3:0 i. E. | Spanien        | * | ar-Rayyan (QAT)        | Achtelfinale 2022     |                                                     |
| 21             | 10. Dez. 2022 | 1:0 (1:0)            | Portugal       | * | Doha (QAT)             | Viertelfinale 2022    |                                                     |
| 22             | 14. Dez. 2022 | 0:2 (0:1)            | Frankreich     | * | al-Chaur (QAT)         | Halbfinale 2022       | Erste Halbfinal-Teilnahme                           |
| 23             | 17. Dez. 2022 | 1:2 (1:1)            | Kroatien       | * | ar-Rayyan (QAT)        | Spiel um Platz 3 2022 | Beste WM-Platzierung einer afrikanischen Mannschaft |

### Höchste Siege und Niederlagen
Die beiden WM-Siege Marokkos waren gleichzeitig die höchsten Siege gegen diese Mannschaften:
- Portugal: Vorrunde 1986 - 3:1 (erstes Spiel gegen Portugal)
- Schottland: Vorrunde 1998: 3:0 (einziges Spiel gegen Schottland)

Marokko kassierte seine höchsten Niederlagen gegen folgende Mannschaften bei WM-Turnieren:
- Brasilien: Vorrunde 1998 - 0:3
- Niederlande: Vorrunde 1994 - 1:2 (einzige Niederlage gegen die Niederlande)
- Peru: Vorrunde 1970 - 0:3 (einziges Spiel gegen Peru)
- Iran: Vorrunde 2018 - 0:1 (erstes offizielles Spiel gegen den Iran)
- Kroatien: Spiel um Platz 3 2022 (erste Niederlage gegen Kroatien)
- Portugal: Vorrunde 2018 - 0:1 (erste Niederlage gegen Portugal)

## Besonderheiten
- Einzige Mannschaft, die in der Qualifikation zweimal per Losentscheid die nächste Runde erreichte: 1962 und 1970 jeweils gegen Tunesien.
- Erstes Elfmeterschießen in einer WM-Qualifikation: Marokko – Tunesien am 9. Januar 1977 in Tunis in der Qualifikation für die WM 1978